# National Board of Review Award/Bestes adaptiertes Drehbuch
Der National Board of Review Award für das beste adaptierte Drehbuch ist ein Filmpreis, der seit dem Jahr 2003 jährlich vom National Board of Review verliehen wird.
Die Jahreszahlen der Tabelle nennen die bewerteten Filmjahre, die Preisverleihungen fanden jeweils im Folgejahr statt.

## Preisträger
| Jahr | Sieger                                               | Autor(en)                                      | Grundlage                                                                        |
| ---- | ---------------------------------------------------- | ---------------------------------------------- | -------------------------------------------------------------------------------- |
| 2003 | Unterwegs nach Cold Mountain                         | Anthony Minghella                              | Der Roman Cold Mountain von Charles Frazier                                      |
| 2004 | Sideways                                             | Alexander Payne und Jim Taylor                 | Der Roman Sideways von Rex Pickett                                               |
| 2005 | Syriana                                              | Stephen Gaghan                                 | Der Roman See No Evil von Robert Baer                                            |
| 2006 | Der bunte Schleier                                   | Ron Nyswaner                                   | Der bunte Schleier von W. Somerset Maugham                                       |
| 2007 | No Country for Old Men                               | Joel and Ethan Coen                            | Kein Land für alte Männer von Cormac McCarthy                                    |
| 2008 | Der seltsame Fall des Benjamin Button                | Eric Roth                                      | Die Kurzgeschichte Der seltsame Fall des Benjamin Button von F. Scott Fitzgerald |
| 2008 | Slumdog Millionär                                    | Simon Beaufoy                                  | Der Roman Rupien! Rupien! von Vikas Swarup                                       |
| 2009 | Up in the Air                                        | Jason Reitman & Sheldon Turner                 | Der Roman Up in the Air von Walter Kirn                                          |
| 2010 | The Social Network                                   | Aaron Sorkin                                   | Der Roman The Accidental Billionaires von Ben Mezrich                            |
| 2011 | The Descendants – Familie und andere Angelegenheiten | Alexander Payne, Nat Faxon und Jim Rash        | Der Roman Mit deinen Augen von Kaui Hart Hemmings                                |
| 2012 | Silver Linings                                       | David O. Russell                               | Der Roman Silver Linings Playbook von Matthew Quick                              |
| 2013 | The Wolf of Wall Street                              | Terence Winter                                 | Der Roman The Wolf of Wall Street von Jordan Belfort                             |
| 2014 | Inherent Vice – Natürliche Mängel                    | Paul Thomas Anderson                           | Der Roman Natürliche Mängel von Thomas Pynchon                                   |
| 2015 | Der Marsianer – Rettet Mark Watney                   | Drew Goddard                                   | Der Roman Der Marsianer von Andy Weir                                            |
| 2016 | Silence                                              | Jay Cocks und Martin Scorsese                  | Der Roman Chinmoku von Endō Shūsaku                                              |
| 2017 | The Disaster Artist                                  | Scott Neustadter und Michael H. Weber          | Das gleichnamige Buch von Greg Sestero und Tom Bissell                           |
| 2018 | If Beale Street Could Talk                           | Barry Jenkins                                  | Der gleichnamige Roman von James Baldwin                                         |
| 2019 | The Irishman                                         | Steven Zaillian                                | Das Buch I Heard You Paint Houses von Charles Brandt                             |
| 2020 | Neues aus der Welt                                   | Luke Davies und Paul Greengrass                | Gleichnamiger Roman von Paulette Jiles                                           |
| 2021 | Macbeth                                              | Joel Coen                                      | Gleichnamige Tragödie von William Shakespeare                                    |
| 2022 | Im Westen nichts Neues                               | Lesley Paterson, Edward Berger und Ian Stokell | Gleichnamiger Roman von Erich Maria Remarque                                     |